# Louis Buvelot
Louis Buvelot, geboren als Abr(ah)am-Louis Buvelot, (Morges, 3 maart 1814 - Melbourne, 30 mei 1888) was een Zwitsers kunstschilder, fotograaf en onderwijzer uit de 19de eeuw, die leefde in Brazilië en Australië.

## Biografie

### Zwitserland
Hij werd in 1814 geboren in Morges, in het Zwitserse kanton Vaud in de Confederatie van de XIX kantons, als zoon van een postbediende en een lerares. In Lausanne werkte hij onder leermeester Marc-Louis Arland. Daarna trok hij naar Parijs, waar hij samen met Camille Flers studeerde.

### Brazilië
Hij verhuisde in 1835 naar Salvador, een stad in het oosten van Brazilië, om er te werken op de koffieplantage van zijn oom. Later, in oktober 1840, trok hij naar Rio de Janeiro. Hier werkte hij aan een schilderij in opdracht van keizerin Theresia van Bourbon-Sicilië. Hiervoor kreeg Buvelot als waardering de onderscheiding van ridder in de Orde van de Roos, toegekend door keizer Peter II van Brazilië.
In samenwerking met Louis-Auguste Moreaux maakte hij een reeks van chromolithografiën en Daguerreotypiën met als onderwerpen genrestukken en landschappen in de omgeving van Rio de Janeiro, verzameld in het album Rio de Janeiro Pitoresco, uitgegeven in 1842.

### Opnieuw naar Zwitserland
In november 1843 huwde Buvelot met Marie-Félicité Lalouette, die twee jaar jonger was dan hij. Daarna keerde hij terug naar La Chaux-de-Fonds, in wat ondertussen de Zwitserse Confederatie van de XXII kantons was. In deze periode won hij in Bern de zilveren medaille op een tentoonstellingswedstrijd.

### Australië
Het koude klimaat in zijn land van oorsprong deed Buvelot in 1864 via Liverpool vertrekken naar Melbourne, in het zuidoosten van Australië. Daar kwam hij aan in februari 1865. In Bourke Street baatte hij gedurende een jaar een fotografiezaak uit, waarna hij zijn schildersactiviteiten hernam. Later verhuisde hij naar de buitenwijk Fitzroy.
In 1869 kocht de National Gallery of Victoria twee van zijn werken aan. In 1873, 1880 en 1884 won Buvelot gouden medailles op tentoonstellingswedstrijden.
Buvelot bleef schilderen tot zijn overlijden in Melbourne op 30 mei 1888, op 74-jarige leeftijd.

## Galerij

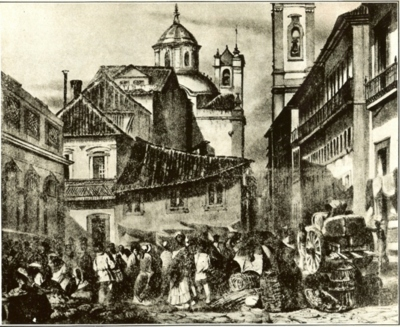
Rua do Ouvidor, Rio de Janeiro, ca. 1842
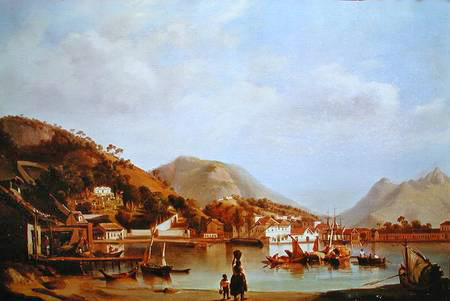
De omgeving van Rio de Janeiro
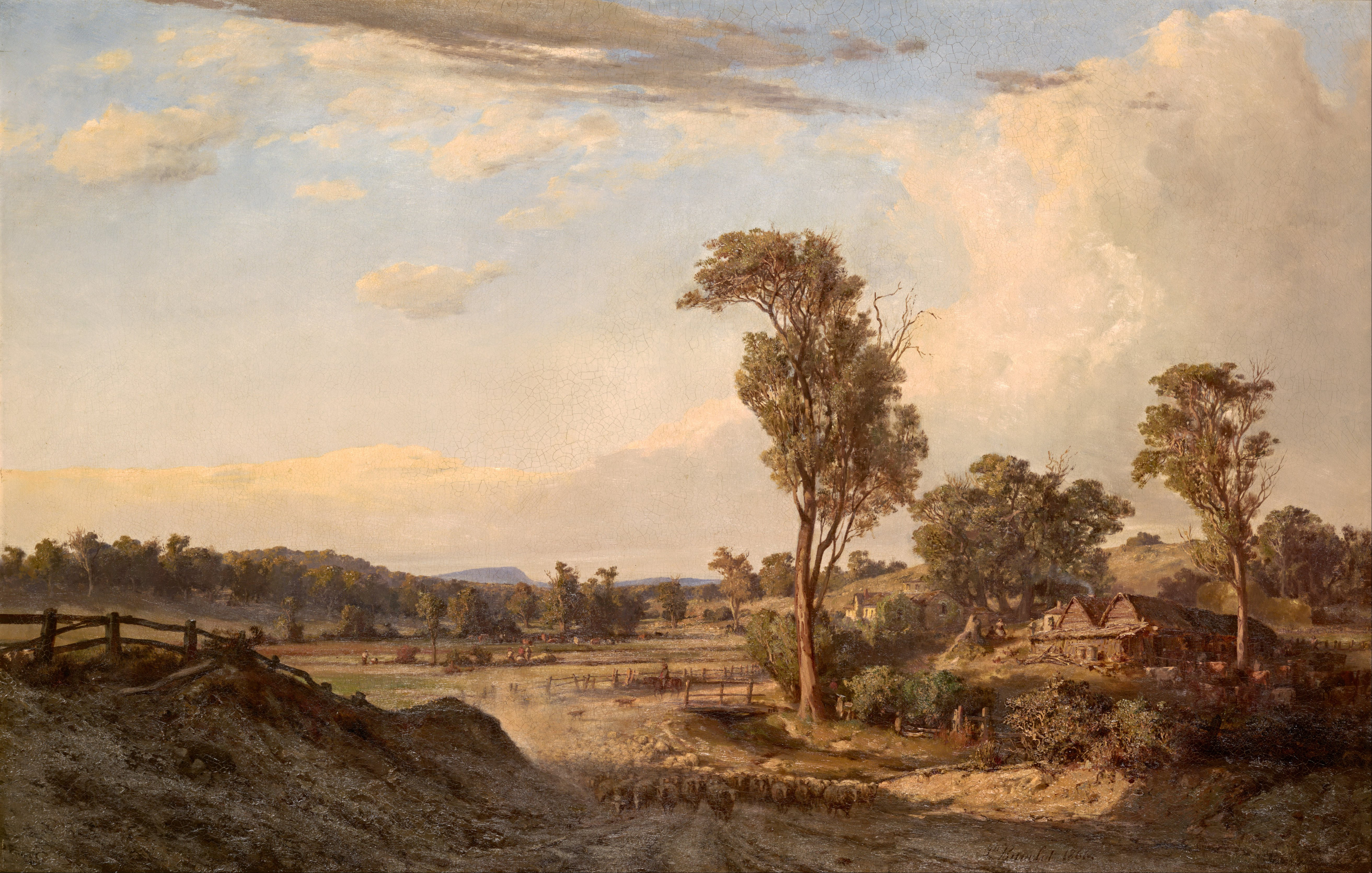
Summer afternoon, Templestowe, 1866
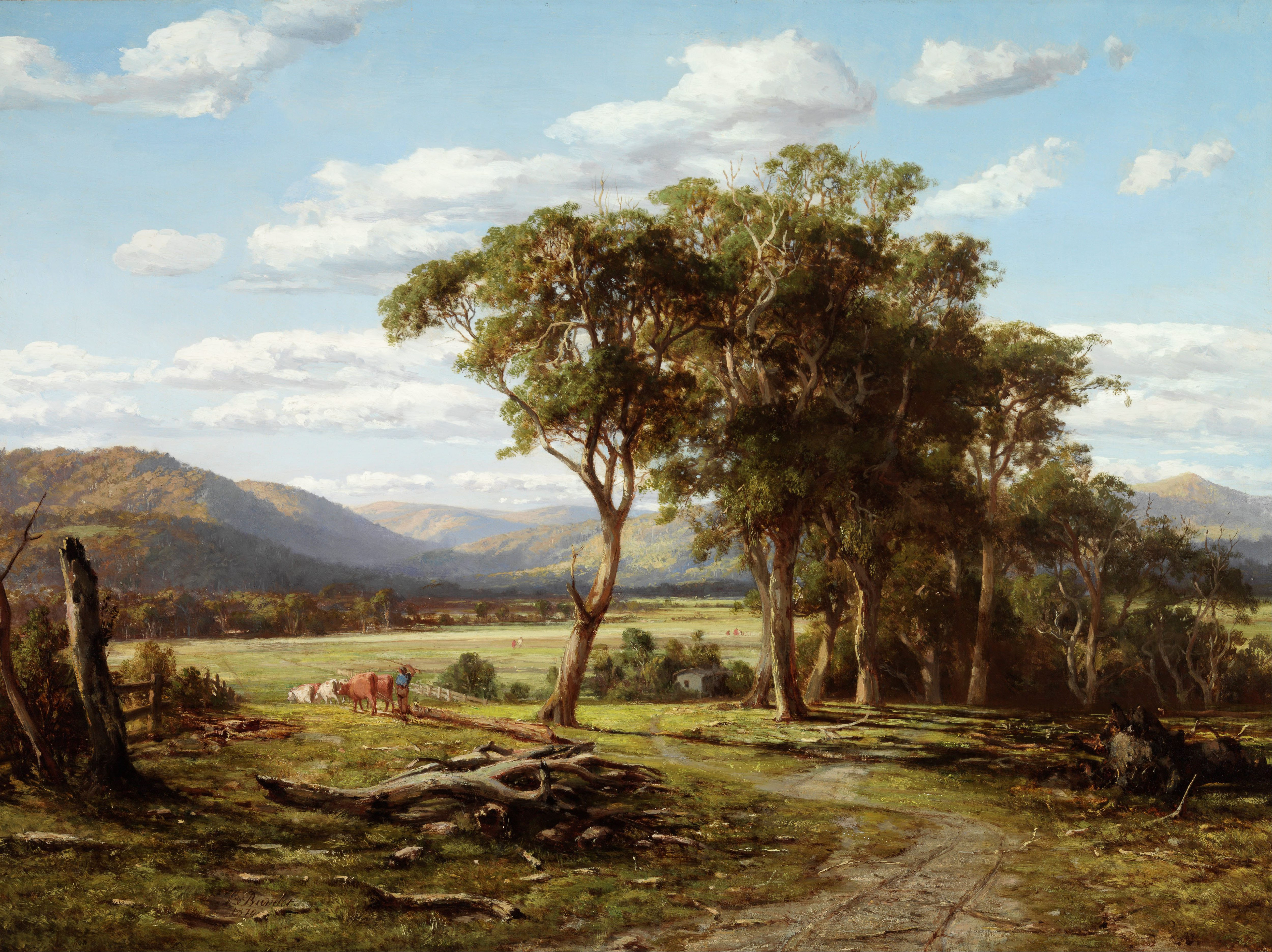
At Lilydale, 1870
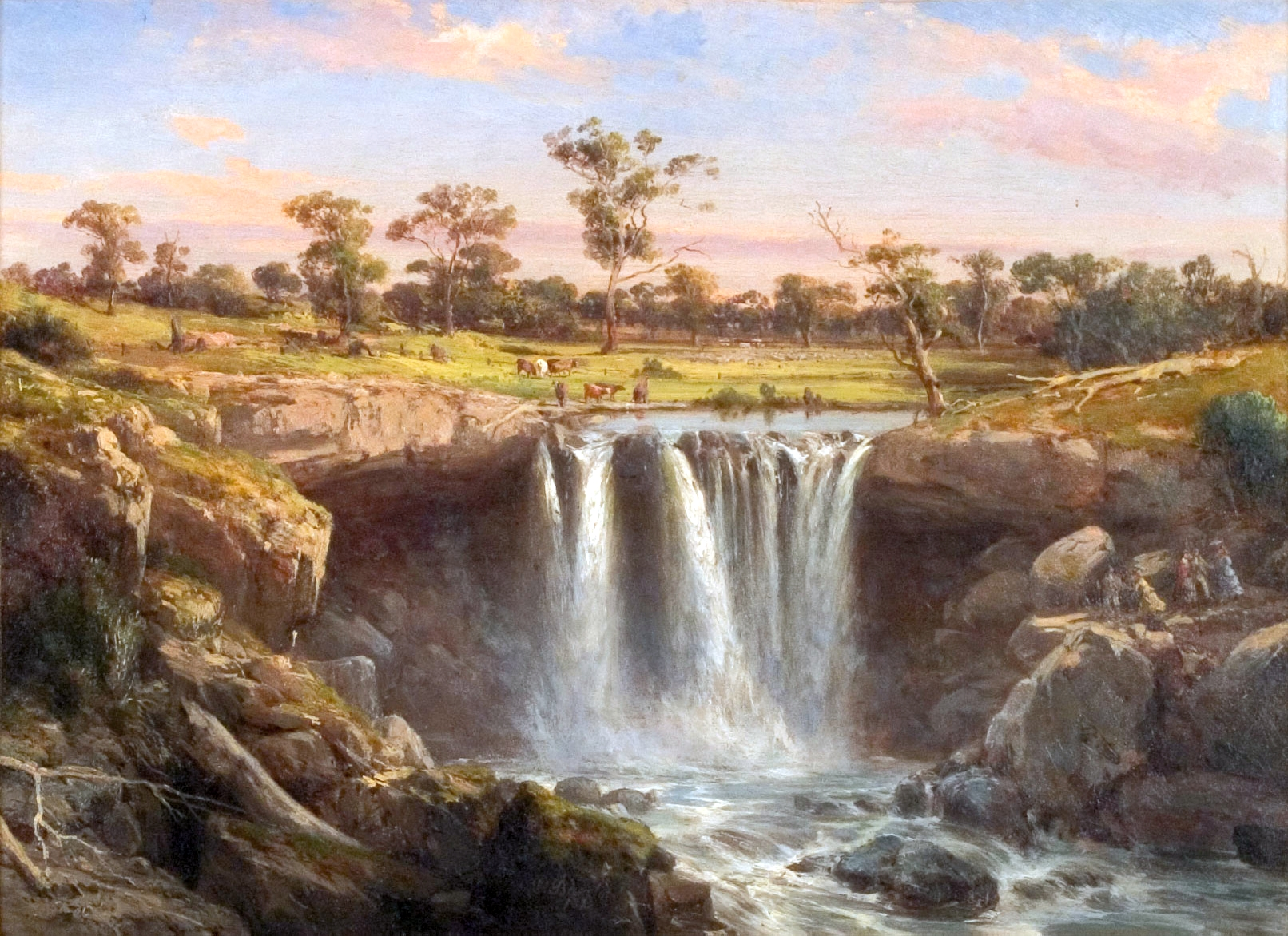
One of the Falls of the Wannon, 1872. De Wannonwatervallen bevinden zich in Australië.
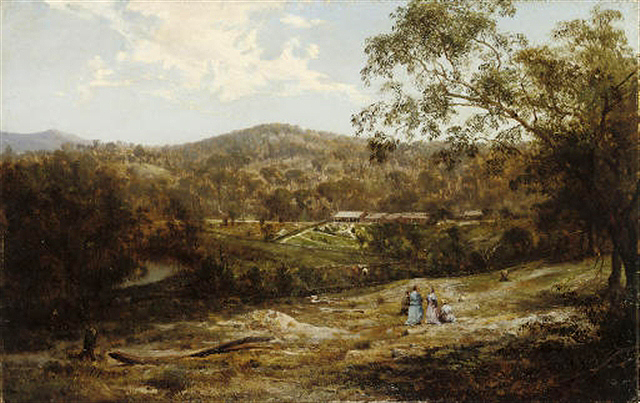
Tubbuth in het Bombala district, 1873
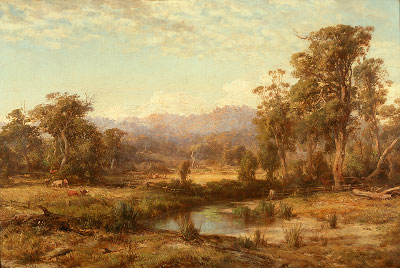
Macedon Ranges, 1874
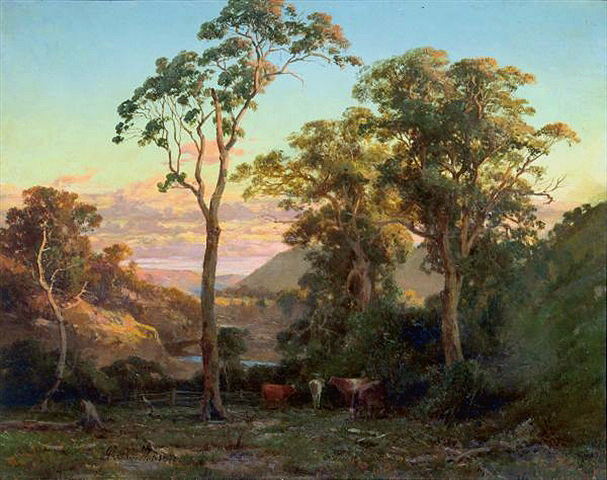
Bij Bacchus March, 1876
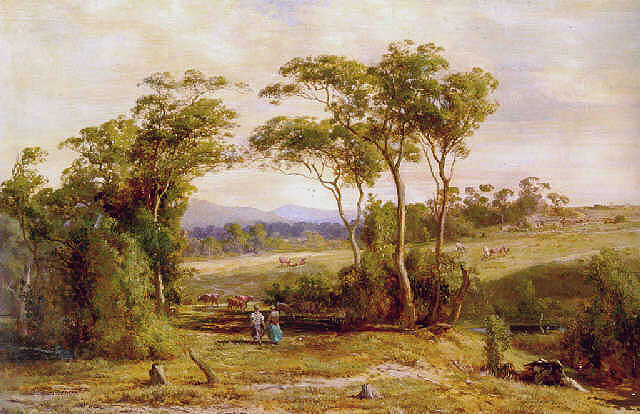
Bij Bradford, 1878
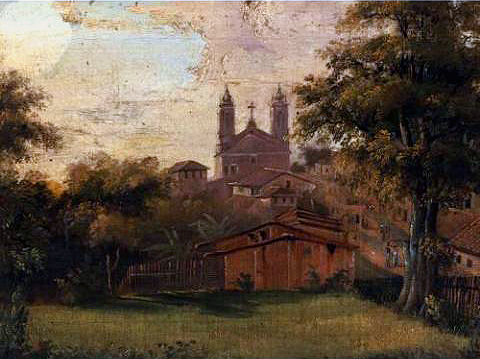
De kerk van Santa Fede, Mexico, 1880

- Australian Dictionary of Biography: buvelot-abram-louis-3132
- Art Gallery of South Australia: 3044
- Bibliothèque nationale de France: cb14979213s (data)
- Dictionary of Australian Artists: abram-louis-buvelot
- Gemeinsame Normdatei: 1089398891
- Historisch woordenboek van Zwitserland: 022181
- International Standard Name Identifier: 0000 0000 6662 1767
- Library of Congress Control Number: n83166116
- National Gallery of Victoria: 1269
- Nationale bibliotheek van Australië: 36238820
- PIC: 285903
- RKD-Nederlands Instituut voor Kunstgeschiedenis: 14536
- SIKART: 4022876
- SNAC: w6xq0f52
- Système universitaire de documentation: 276596129
- Trove: 1234904
- Union List of Artist Names: 500026912
- Virtual International Authority File: 42115150
- WorldCat: E39PCjJ9m7gmkFbJxbCytb3d43